# Eschviller
Ne doit pas être confondu avec Eschwiller dans le Bas-Rhin
Eschviller [ɛʃvilɛʁ] est un écart de la commune française de Volmunster, dans le département de la Moselle.

## Géographie

### Localisation
Le petit village d’Eschviller se situe dans la vallée de la Schwalb.

## Toponymie
Eckeswilre (1271), Ecksiwilre (1271), Egkiswilre (1274), Exkeswilre et Hexkewilre (1296), Eschweiller (1594), Eschweiler (1772), Escheweiller (1793), Echeviller (1801).

## Histoire
Du point de vue administratif, le village est annexe depuis 1813 de Volmunster, chef-lieu de canton, après avoir été une éphémère commune à partir de 1790.

### Cultes
Du point de vue spirituel, le village est succursale de Volmunster, le chef-lieu d’archiprêtré depuis 1802, de même que Weiskirch, Nousseviller-lès-Bitche et Dollenbach.

## Démographie
| 1793 | 1800 | 1806 |
| ---- | ---- | ---- |
| 221  | 203  | 255  |

## Lieux et monuments
- Le moulin d’Eschviller est un des derniers moulins à farine de la vallée de la Schwalb, dans les Vosges du Nord. Dans un environnement champêtre, on peut partir à la découverte de l’exposition « Le pain, le grain, le moulin », installée dans l’ancien moulin à grains et la visite d’un moulin à scier les planches, une scierie pédagogique inaugurée en 2003. L’exposition du moulin est une synthèse de l’évolution technologique meunière. La roue à aubes et le système de broyage sont mis en marche lors de la visite. Dans la scierie attenante, on pourra voir fonctionner les différentes scies et découvrir les techniques utilisées dans les scieries depuis leur installation dans la région au XVIIe siècle. Il y a possibilité de profiter également du sentier arboricole, du circuit de l’eau et de l’aire de pique-nique[3].
- Chapelle de la-Présentation-de la-Vierge à Eschviller, construite aux frais des habitants du village vers la fin du xvie siècle ou au début du xviie siècle. Au moment de la construction du château pour le baron de Vitzhum vers la fin du xviiie siècle, elle aurait été englobée dans celui-ci et serait devenue chapelle castrale. Vendue à plusieurs reprises entre 1855 et 1873, en même temps que le château, elle fut finalement détruite et reconstruite. Endommagée pendant la guerre de 1939-1945, elle a été restaurée en 1959.
- Avec son socle et son fût galbés en élévation, une croix de la première moitié du XIXe siècle est adossée à la maison située 7 rue principale. Sa face est totalement occupée par une double représentation de la Sainte Famille et de la Trinité, comme sur le tableau conservé au musée national de Stockholm. Sur le socle, saint Wendelin est placé au milieu d’une guirlande végétale et saint Antoine de Padoue figure à la base du croisillon, au-dessus d’une nuée timbrée de trois chérubins. Il s’agit d’un modèle et de thèmes iconographiques fréquents dans le Pays de Bitche.

## Personnalités liées à la commune
- Adolphe Yvon, peintre du XIXe siècle.

## Sources
- Joël Beck, Les moulins et scieries du Pays de Bitche, 1999.
- Joël Beck, Le Pays de Bitche 1900-1939, 2005.